# Jazmyn Nyx
Jade Arianna Gentile (Baldwinsville, Nueva York, 28 de julio de 1998) es una luchadora profesional y exjugadora de fútbol estadounidense. Actualmente trabaja para la empresa WWE, donde se presenta en la marca NXT bajo el nombre de Jazmyn Nyx.

## Primeros años
Gentile asistió a la Universidad de West Virginia (West Virginia University, WVU), donde se especializó en gestión de cadena en suministro global. También jugó fútbol como parte del programa deportivo de WVU, y pasó a desepeñarse como delantera en el club islandés UMF Afturelding.

## Carrera

### WWE (2022-presente)
El 10 de noviembre de 2022, se anunció que Gentile había firmado un contrato con WWE como parte de una nueva clase de aprendices en el Performance Center. El 18 de agosto de 2023, hizo su debut luchístico durante un evento en vivo de NXT, donde participó en una lucha por equipos de tres contra tres en la que se alió con Lola Vice y Elektra Lopez, en una derrota ante Jacy Jayne, Kiana James y Jaida Parker.
En enero de 2024, con el nuevo nombre de Jazmyn Nyx, empezó a aparecer como estudiante de Chase University y se hizo amiga de su «compañera de estudios» Jacy Jayne, e incluso participó en el calendario «2024 Ladies of Chase U» de Jayne, el cual se vendió en NXT Vengeance Day para salvar a Chase U de una deuda. En el episodio del 20 de febrero de NXT, Nyx y Thea Hail acompañaron a Jayne durante un combate, donde Nyx interfirió a favor de esta última para ayudarla a ganar, a pesar del desdén de Hail, estableciéndose así como heel (ruda). Durante las siguientes semanas, Nyx y Jayne comenzaron a burlarse de Hail llamándola «perdedora», lo que la llevó a gritarles a ambas en el episodio del 12 de marzo de NXT, declarándoles que «la vieja Thea Hail había vuelto». La semana siguiente, Jayne y Nyx traicionaron a Chase U y le costaron a Riley Osborne una lucha por la Copa Heritage de NXT contra Drew Gulak de No Quarter Catch Crew. En el episodio del 26 de marzo de NXT, Nyx hizo su debut televisado en el ring contra Hail, donde fue derrotada.
El 30 de abril en Spring Breakin', Hail derrotó a Jayne en un combate individual y legítimamente se rompió la nariz durante el encuentro. En el episodio del 14 de mayo de NXT, Nyx atacó a Hail después de su lucha contra Fallon Henley, prometiendo vengarse de ella por lesionar a Jayne. En el episodio del 4 de junio de NXT, derrotó a Hail para conseguir su primera victoria individual televisada.